# Texas Genco
 (décembre 2019).
Si vous disposez d'ouvrages ou d'articles de référence ou si vous connaissez des sites web de qualité traitant du thème abordé ici, merci de compléter l'article en donnant les références utiles à sa vérifiabilité et en les liant à la section « Notes et références ».
Texas Genco était une société de production d'électricité qui a vu le jour en 2001 dans le cadre du marché déréglementé de l'électricité du Texas et possédait de nombreuses centrales électriques dans la région de Houston qui répondent aux besoins de la région. Dans le cadre de la déréglementation du marché, les services publics titulaires étaient tenus de séparer leurs fonctions commerciales en un fournisseur d'électricité au détail, un fournisseur de services de transport et de distribution et un producteur en gros.

## Histoire
En 2000, Reliant Energy a annoncé qu'elle scindait ses activités en deux entreprises distinctes, réglementées et non réglementées. Cette scission a donné naissance à Reliant Resources, une société d'électricité et d'énergie non réglementée, et à Centerpoint Energy, la dernière société de livraison d'énergie principalement réglementée, qui est devenue une filiale en propriété exclusive de Centerpoint Energy. La nouvelle société s'appelait Texas Genco.
Lorsque l'État du Texas a déréglementé le marché de l'électricité, l'ancienne Houston Lighting & Power (HL&P) a été scindée en plusieurs sociétés En 2003, HL&P a été scindée en Reliant Energy, Texas Genco et CenterPoint Energy.
À la recherche d'occasions découlant de la déréglementation de l'industrie de l'électricité au Texas, à la fin de 2004, quatre sociétés de capital-investissement - Texas Pacific Group, Blackstone Group, Kohlberg Kravis Roberts et Hellman & Friedman de San Francisco - ont uni leurs forces pour acheter Texas Genco au transporteur et distributeur d'énergie Centerpoint Energy pour Houston.
Cette coalition d'entreprises a acquis Texas Genco, qui était le deuxième plus important exploitant d'installations de production d'électricité de l'État, pour un prix d'environ 1,9 milliard de dollars et avec seulement 900 millions de dollars en espèces.
Fin de 2005, ces sociétés de capital-investissement ont annoncé la vente de Texas Genco à NRG Energy de Princeton, New Jersey, pour un prix d'environ 5,9 milliards de dollars. Les investisseurs ont réalisé un gain de près de 5 milliards de dollars en l'espace d'une période de détention de moins de 18 mois, un rendement qui marquera l'un des investissements les plus lucratifs des dernières années.